# Фаранґ (фільм)
«Фаранґ» (фр. Farang, також англ. Mayhem!) — гостросюжетний бойовик 2023 року, знятий в Індонезії французьким режисером Ксав'є Жаном («Хітмен», «Атлантида», «Шалений Будапешт», серіал «Банди Лондона»). Автори сценарію: Ксав'є Жан, Гійом Леман і Магалі Россітто. Обмежений прокат фільму — з 5 січня 2024 року.
Фаранґ — розповсюджена в Південно-Східній Азії назва чужинців, як правило, європейців.

## Синопсис
Колишній професійний боксер Сем достроково звільняється з в'язниці, завдяки зразковій поведінці. Він тікає на екзотичний тайський острів із дружиною та донькою, де намагається почати життя спочатку. Проте місцевий кримінальний авторитет Наронг змушує його повернутися до злочинності. Усе закінчується трагічно, і тепер у Сема тільки одна мета — помститися.

## Акторський склад
- Нассім Л'єс — Сем
- Лорін Нуне — Мія
- Олів'є Гурме — Наронг
- Чанантіча Чайпа — Дара
- Вітхая Пансрінгарм — Ханса
- Сахаяк Бунтханакіт — Сомбат
- Йотін Удомсанті — Казем

## Випуск
Прем'єра фільму відбулася на Fantasia International Film Festival 8 серпня 2023 року, випуск на стрімінгових платформах та обмежений кінопрокат — 5 січня 2024 року.
Прокат в Україні було заплановано з 10 серпня 2023 року.

## Сприйняття
Микита Казимиров у рецензії для сайту ITC.ua відмітив «чудову постановку битв, яка нагадує „Рейд“», а також логічний сюжет та «по-хорошому просту і доступну історію», проте зауважив затягнутість першої половини фільму та недостатнє розкриття «індонезійської естетики».
Агрегатор рецензій Rotten Tomatoes поставив фільму 79 % «свіжості» на основі 24 відгуків критиків та загальну оцінку 6,8/10.